# Nokian Renkaat
Nokian Renkaat (Engels: Nokian Tyres) is een Finse bandenproducent uit Nokia.

## Geschiedenis
Het bedrijf werd in 1988 opgericht als zelfstandige divisie van Nokia Corporation dat in 1967 gevormd werd uit een fusie van drie bedrijven waaronder een bandenproducent die opgericht was in 1932. 
Na het Russische inval in Oekraïne in februari 2022 wordt Nokian getroffen door de sancties. Een van de sancties is het verbod op de import van autobanden uit Rusland. Nokian produceert in Rusland zo'n 80% van de banden voor personenwagens en ongeveer de helft van de grondstoffen komen uit dit land. Om de terugval in productie op te vangen gaat het bedrijf fors investeren in extra productiecapaciteit in de fabrieken in Finland en Dayton (Verenigde Staten).

## Activiteiten
Nokian produceert banden voor personen- en vrachtwagens en dan vooral winterbanden. Het is ook eigenaar van Vianor, een retailketen voor bandenservice. Per eind 2021 was het de eigenaar van 175 Vianor vestigingen in Finland, Zweden en Noorwegen. Verder zijn er ook franchisevestigingen met de Vianor naam actief.
In 2021 behaalde het een omzet van € 1,7 miljard, hiervan was het aandeel autobanden zo'n 70%, de resterende 30% werd min of meer gelijk behaald door de verkoop van vrachtwagenbanden en Vianor. Het geografisch zwaartepunt van de verkopen ligt in de Scandinavië, hier werd 40% van de omzet gerealiseerd in 2021. Andere belangrijke afzetmarkten zijn de rest van Europa, Rusland en in mindere mate de Verenigde Staten. In Rusland werd 20% van de omzet behaald. Er werkten ongeveer 4900 mensen.
Het bedrijf is beursgenoteerd aan de OMX Helsinki 25. De grootste aandeelhouder is Solidium Oy met een belang van 8,8% per 31 december 2021.